# Chemerina
Chemerina là một chi bướm đêm thuộc họ Geometridae.

## Các loài
- Chemerina caliginearia (Rambur, 1833)